# Willow Springs (Illinois)
Willow Springs è un comune degli Stati Uniti d'America, situato nell'Illinois, nella contea di Cook e in parte nella contea di DuPage. Fa parte dell'area metropolitana di Chicago.